# Mesianó (ort i Grekland, Nomós Kilkís)
Mesianó är en ort i Grekland.   Den ligger i prefekturen Nomós Kilkís och regionen Mellersta Makedonien, i den norra delen av landet, 300 km norr om huvudstaden Aten. Mesianó ligger 137 meter över havet och antalet invånare är 194.
Terrängen runt Mesianó är lite kuperad. Runt Mesianó är det ganska glesbefolkat, med 43 invånare per kvadratkilometer. Närmaste större samhälle är Kilkis, 8,1 km nordost om Mesianó. Trakten runt Mesianó består till största delen av jordbruksmark.